# Анкамна
Анкамна (лат. Ancamna) је била древна келтска богиња воде, чији је култ био нарочито развијен у долини реке Мозел. Поштована је још у Триру заједно са Марсом Ленусом и Марсом Смертиосом.

## Етимологија
Име ове богиње изведено је из пра-келтика од речи anko и abonā што се преводи као "вијугава река".
Име Ankab(o)nā је прошло кроз промене у келтику, да би потом било латинизирано у Ancamna.

## Паралеле
Могуће је повући паралелу између Анкамне и Нантосуелте. Др Џон Коч чак сматра да би могла бити у питању и иста богиња.
Будући да је поштована паралелно са Марсом, а понегде ча и идентификована са њим, није занемарљива ни њена сличност са Инсионом, мада је овде извесно да је реч о два различита божанства.

## Култ
Поред тога што је била речна богиња Анкамна се повезује и са пролећем.
Једини запис о њој је пронађен у Триру.